# Papa Soter
Soter (Fondi, Campània, ? - Roma, c.175) va ser bisbe de Roma entre c.166/167 - 174/175. És considerat papa per l'Església Catòlica, encara que en aquella època aquest terme no s'emprava, i les atribucions de Soter eren probablement les de qualsevol bisbe o prevere.
Fou venerat per l'Església Catòlica com a sant. La seva festivitat se celebrava el 22 d'abril. No obstant això, a causa de no haver-hi proves del seu martiri, va ser eliminat del calendari festiu romà el 1969.

## Biografia

### Origen
Era italià, probablement originari de la Campània, alguns el fan néixer a Fondi, antiga ciutat campana i actualment al Laci, ciutat propera a Gaeta. El Liber Pontificalis diu que el seu pare es deia Concordi.

### Pontificat
Va succeir al papa Anicet I vers el 166. Segons Eusebi de Cesarea, succeí a Anicet l'any 168 i va regnar fins al 177. Durant el seu pontificat la Pasqua es va convertir en una festivitat anual. També se li atribueix el precepte de fer rebre l'Eucaristia en Dijous Sant a tots els fidels, amb l'excepció d'aquells que eren culpables d'algun crim important.
S'ha conservat un fragment d'una carta, dirigida a ell per sant Dionís de Corint, en la qual agraint la seva amabilitat descriu la tasca caritativa de Soter, ajudant als cristians en molts sentits, aquells perseguits per la seva o els que havien estat fet presoners; donant almoines a les esglésies de cada ciutat, als pobres i altres necessitats. Segons Dionís, i enaltint a Soter, li diu que ha esdevingut un model a seguir i aquesta tradició antiga es va continuar realitzant gràcies a ell. La resposta de Soter no s'ha conservat, si bé s'ha volgut identificar amb la Segona Epístola de Climent. Aquesta carta la recorda Eusebi de Cesarea, i hauria estat llegida suposadament a la sessió dominical a Corint.
Durant 9 anys va haver de lluitar contra els montanistes, una secta cristiana seguidora de Montà, que es feia passar per un missatger de Déu el qual estava dividint l'Església romana. Predicaven que el Jerusalem celestian descendiria aviat a prop de Pepuza, a Frígia. Van criticar altres cristians per no dejunar prou i no ser prou devots, faltant a l'Esperit Sant. A més, deien que els cristians no havien de casar-se de nou si la primera parella ja havia mort. Soter va condemnar els seus líders amb l'emissió d'una encíclica explicant els errors d'aquests.

### Mort
Probablement perseguit per Marc Aureli, tot i així no se'n sap res sobre la seva mort, apareix als martirologis i és venerat com sant. La seva festa se celebra el 22 d'abril, el mateix dia que sant Gai. La commemoració de Soter com a sant apareix per primera vegada al Martirologi Adonis, celebrant-se el 21 d'abril, però després en el romà es va traslladar al dia 22. No obstant això, el 1969, la festivitat de Soter fou esborrada del calendari romà, perquè tot sembla indicar que no fou màrtir i, d'altra banda, es desconeix el dia de la seva mort.